# Khemisset Chaouia
Khemisset Chaouia (franska: Khemisset Chaouia (CR), Khemisset Chaouia (Commune Rurale), arabiska: كيسر) är en kommun i Marocko.   Den ligger i provinsen Settat och regionen Casablanca-Settat, i den norra delen av landet, 150 km sydväst om huvudstaden Rabat. Antalet invånare är 5 722.